# Zarika, Liubeșiv
Zarika (în ucraineană Заріка) este un sat în așezarea urbană Liubeșiv din raionul Liubeșiv, regiunea Volînia, Ucraina.

## Demografie
Componența lingvistică a localității Zarika
     Ucraineană (98,23%)
     Alte limbi (1,76%)
Conform recensământului din 2001, majoritatea populației localității Zarika era vorbitoare de ucraineană (98,23%), existând în minoritate și vorbitori de alte limbi.